# Villamudria
Villamudria es una localidad del municipio burgalés de Rábanos, en la Comunidad Autónoma de Castilla y León (España). Cuenta con una población de 26 habitantes (INE 2024). 

## Localidades limítrofes
Villamudría se encuentra conectada con Rábanos, capital del municipio homónimo al que pertenece, mediante la carretera BU-V-8102. Limita al norte con Villafranca Montes de Oca, al sureste con Rábanos, al sur con Alarcia y al oeste con Galarde. Al norte también se encuentra el pueblo abandonado de Haedillo, que antiguamente estaba comunicado mediante una carretera hoy en día impracticable para vehículos.

## Demografía
Evolución de la población
| Gráfica de evolución demográfica de Villamudria entre 2000 y 2017  |
|                                                                    |
| Población de derecho (2000-2017) según el padrón municipal del INE |

## Historia
Así se describe a Villamudria en el tomo XVI del Diccionario geográfico-estadístico-histórico de España y sus posesiones de Ultramar, obra impulsada por Pascual Madoz a mediados del siglo XIX:

Lugar con ayuntamiento en la provincia, diócesis, audiencia territorial y capitanía general de Burgos (7 leguas), partido judicial de Belorado (2). Situado en una altura, clima frío pero bastante saludable; reinan todos los vientos y algunos catarros y pulmonías. Tiene 36 casas, entre ellas la de ayuntamiento; una escuela de primera educación, a la que asisten 18 niños, cuyo maestro está dotado con 18 fanegas de centeno; una parroquia (San Román), extramuros y a una distancia algo larga; una ermita en medio del pueblo, habilitada para decir misa los días festivos, en que por el mal tiempo no pueden los feligreses ir a la expresada parroquia; sirven el culto de esta un cura y un sacristán. Su término linda N Ahedillo; E Villafranca Montes de Oca; S Rábanos, y O Alarcia. El terreno es montuoso y de mediana clase; contiene 2 montes poblados de hayas y robles, y le baña un arroyo que nace en Rábanos y va a unirse al río Oca en Villafranca Montes de Oca; hay sobre él 2 puentes de madera, en el término del lugar que se describe. Los caminos son locales y malos. Correos: la correspondencia se recibe de la capital del partido por propio. Las producciones son trigo, comuña, centeno, cebada, avena, habas, lentejas, patatas, yeros, arvejas y nabos; ganado lanar, vacuno, caballar y de cerda; caza de perdices y liebres, en corto número, y pesca de algunos pececitos. Industria: la agrícola y el carboneo. Población: 16 vecinos, 53 almas. Capital productivo: 221.900 reales. Imponible: 19.441. Contribución: 2.313 reales 1 maravedí. El presupuesto municipal asciende a 1.744 reales que se cubren por reparto vecinal.
Diccionario geográfico-estadístico-histórico de España y sus posesiones de Ultramar

## Patrimonio histórico y natural
A unos 250 metros al noreste del pueblo, junto al río Oca, se encuentran las ruinas de la antigua iglesia de San Román Mártir. Los tejados del templo se derrumbaron, dejando el edificio en estado de abandono. Desde entonces, la iglesia permanece en ruinas. Su pila bautismal y otros elementos litúrgicos fueron trasladados a la ermita en el centro del pueblo.
En el núcleo de la localidad se halla la ermita de Santa Eufemia, que tras los daños sufridos por la antigua iglesia, pasó a desempeñar la función de iglesia principal del pueblo.
A unos 300 metros al noroeste del casco urbano se encuentra el "Roble Escarcio", un árbol singular de la provincia de Burgos catalogado como de especial interés natural. Este roble alcanza una altura de 12 metros y está protegido por una doble valla que impide el acceso de animales y personas. A pesar de haber sufrido daños, el árbol se mantiene en pie gracias a un sistema de sujeción con soportes y cinchas que previenen su deterioro. Curiosamente, este mismo roble parece estar representado en el escudo heráldico del municipio, que se describe como "Escudo, de oro, roble gigantesco y terrazado de sinople".
|                                           |
| ruinas de la iglesia de San Martín Mártir |

|                         |
| Ermita de Santa Eufemia |

|                                                   |
| Roble Escarcio, también conocido como El Mulladar |